# 補品
補品是指用於食療或食養的食品或天然藥品。補品與藥物的概念接近但有区別。藥物是為幫助疾病康復而食用的物品，而進食補品則以保健或提高人體機能為目標。
中醫有體質的概念，根據中醫學中陰陽五行、臟腑、精氣血津液等基本理論來斷定每個人的體質。中醫診斷學裡，個別體質的特性是由臟腑之盛衰，氣血之盈虧決定。中醫診斷學又將疾病分為八大類：陰、陽、表、裏、虛、實、寒、熱 ，統稱八綱辨證。每個人對疾病的易感傾向、病變性質、疾病過程及其對治療的方法，都因為體質的個別性而有明顯差異。根據個人體質使用補品，可增強機能及抵抗力，消除虛弱情況，預防疾病；此為食養。另外，八證是相互關係，當有失調或不平衡的情況便有可能發展成疾病。在疾病形成前後進食補品，可幫助身體重新平衡；此為食療。